# Ligne 17 du métro de Pékin
La ligne 17 est l'une des 25 lignes du réseau métropolitain de Pékin, en Chine. Elle est ouverte depuis le 31 décembre 2021.

## Tracé et stations
Située dans les districts de Chaoyang et de Tongzhou, au sud-est de l'agglomération, la ligne relie Shilihe au nord-ouest à Jiahuihu au sud-est, et compte au total 7 stations sur une longueur de 16,5 km. 
Elle est en correspondance avec les lignes 10, 14 et Yizhuang.

## Histoire
En 2012, la future ligne 17 est définie par le comité de planification de la ville comme une ligne prévue pour l'horizon 2020, qui s'étendrait du nord au sud de Tiantongyuan à Yizhuang qui serait parallèle et à l'est de la ligne 5. 
Le 10 octobre 2013, les autorités de la ville annoncent que la ligne 17 relierait le Parc des Sciences dans le district de Changping à la station Yizhuang Zhanqianqu Sud dans le district de Tongzhou avec une longueur totale de 49,7 km et comporterait 21 stations.
La construction de la ligne commence en 2015 et la section sud entre Shilihe et Jiahuihu est ouverte à la circulation le 31 décembre 2021.

## Extensions futures
Les travaux se poursuivent sur les sections nord et centrale qui devraient être mises en service progressivement à partir de 2023.